# حیاط انبار
حیاط انبار (انگلیسی: The Barnyard) یک فیلم کمدی صامت کوتاه آمریکایی به کارگردانی لری سمون است که در سال ۱۹۲۳ منتشر شد. از بازیگران این فیلم می‌توان به اولیور هاردی، لری سمون، کتلین مایرز، ویلیام هابر، فرانک هیز، ال تامپسون و جو راک اشاره کرد.